# Кошелев, Михаил Тихонович
Михаил Тихонович Кошелев (18 декабря 1923 — 15 января 1945) — помощник командира взвода 75-й отдельной разведывательной роты (6-я стрелковая дивизия, 53-я армия, 2-й Украинский фронт) старший сержант, участник Великой Отечественной войны, кавалер ордена Славы трёх степеней.

## Биография
Родился 18 декабря 1923 года в селе Солдатское (ныне — Хобдинский район Актюбинской области Казахстана) в семье крестьянина. Русский.
Окончил 7 классов. С 1937 года семья жила в станице Семикаракорская (ныне города Семикаракорск Ростовской области). Работал трактористом в плодоовощном совхозе «Донской».
В октябре 1941 года был призван в Красную армию Семикаракорским райвоенкоматом. С декабря 1941 года участвовал в боях с захватчиками. Защищал город Ленинград, в феврале 1942 года был тяжело ранен. На фронт вернулся только через три месяца. Член КПСС с 1944.
К лету 1943 года воевал в 6-й стрелковой дивизии, разведчиком 75-й отдельной разведывательной роты. В её составе прошёл весь боевой путь.
27 июня 1943 года при возвращении из разведки группа, в которой был ефрейтор Кошелев, попала под пулемётно-автоматный огонь. Кошелев, несмотря на ранение, гранатами забросал пулемёт. Награждён медалью «За отвагу». После госпиталя вернулся в свою роту. 16 сентября 1943 года вновь отличился, в составе группы участвовал в захвате «языка». Награждён второй медалью «За отвагу».
В марте — апреле 1944 года дивизия принимала участие в Уманско-Ботошанской операции. В этих боях сержант Кошелев заслужил два боевых ордена.
1 марта 1944 года в районе высоты у села Журавка (Шполянский район Черкасской области, Украина), сержант Кошелев находясь в группе захвата, первым преодолел проволочные заграждения, минные поля противника и проник в его окопы. В рукопашном бою огнём из автомата уничтожил двух гитлеровцев, а третьего заколол ножом. Лично обезоружил, захватил контрольного пленного и доставил его в расположение наших войск. Был представлен к награждению орденом Отечественной войны 2-й степени.
Через несколько дней вновь отличился. 15 марта у села Эрделевка (ныне — Гаевка) сержант Кошелев, выполняя задачу по захвату «языка», с группой захвата скрытно вошёл в населённый пункт, занятому вражескими солдатами. Обнаружив в центре села группу гитлеровцев, разведчики внезапно их атаковали. В результате боя было уничтожено 7 гитлеровцев и один был взят в плен. Отравив «языка» и донесения к своим, разведчик удерживали село до подхода стрелковых подразделений, отбив несколько атак.
4 апреля 1944 года в разведке с задачей установить передний край противника и захватить «языка», группа, возглавляемая сержантом Кошелевым, обошла противника с фланга. На дороге близ населённого пункта Гульбоака (Оргеевский район, Молдавия) разведчики устроили засаду и атаковали румынскую колонну. В результате действий разведчиков было уничтожено до 10 вражеских солдат и 5 взято в плен, а стрелковая рота завладела населённым пунктом Гульбоака. В мае 1944 года был представлен к награждению орденом Богдана Хмельницкого 3-й степени.
Приказом по частям 6-й стрелковой дивизии от 9 апреля 1944 года (№ 13/н, за поиск 1 марта) сержант Кошелев Михаил Тихонович награждён орденом Славы 3-й степени.
Приказом по войскам 53-й армии от 21 июня 1944 года (№ 143/н, за бои 15 марта и 4 апреля) сержант Кошелев Михаил Тихонович награждён орденом Славы 2-й степени.
В дальнейшем в составе своей части участвовал в Ясско-Фокшанской и Дебреценской операциях. В июле 1944 года был ранен, вскоре вернулся в строй.
13 сентября старший сержант Кошелев с пятью разведчиками под прикрытием ночи проник в тыл противника и на рассвете атаковал вражеские позиция. Разведчики сняли посты, гранатами забросали блиндажи, вызвали панику. В результате скоротечного боя было захвачено 27 пленных, 5 пулемётов. Кошелев лично уничтожил до 13 гитлеровцев и отбил два пулемёта. За этот бой награждён орденом Красного Знамени.
В ночь на 7 ноября 1944 года старший сержант Кошелев с четырьмя разведчиками скрытно переправился на правый берег реки Тиса в районе населённого пункта Кишкере (юго-восточнее города Хевеш, Венгрия). Разведал силу и огневые точки противника и доставил ценные сведения командованию. При форсировании реки в числе первых со своим отделением преодолел водный рубеж и, несмотря на сильный огонь из стрелкового оружия, закрепился на берегу. Отражая яростные контратаки противника и прикрывая переправу стрелковых подразделений, отделение Кошелева уничтожило 12 вражеских солдат и несколько взяло в плен, подавило 6 огневых точек.
Расширяя плацдарм и продвигаясь вперёд, действуя в тылу противника, уничтожал мелкие группы венгерских солдат, наводил панику, отвлекал и подавлял огневые точки. 10 ноября в бою за станцию Терексентмиклош (Венгрия) Кошелев по открытой местности подкрался к огневым точкам, мешавшим продвижению пехоты. Гранатами подавил 2 пулемёта, что позволило стрелковым подразделениям штурмом овладеть станцией. При отражении контратак противника, скрытно продвигался к вражеским позициям, выявлял огневые точки. Оставаясь в засаде, фланговым огнём срывал контратаки. Всего за день боёв уничтожил до 37 вражеских солдат.
Был представлен к присвоению звания Героя Советского Союза, но в штабе 53-й армии статус награды изменили на орден Славы 1-й степени.
В начале января 1945 года дивизия был передана в состав 51-го стрелкового корпуса 40-й армии. К этому времени старший сержант Кошелев исполнял обязанности командира взвода 125-го стрелкового полка. 11 января после марша дивизия заняла новые позиции. 12 января вступила в бой в ходе Западно-Карпатской операции. В один из этих дней (ещё на этапе занятия позиций дивизия попала под сильный артналёт врага) Кошелев получил тяжёлое ранение в грудь.
Скончался 15 января 1945 года в госпитале. Похоронен на русском кладбище в городе Сольнок (область Яс-Надькун-Сольнок, Венгрия).
Указом Президиума Верховного Совета СССР от 28 апреля 1945 года старший сержант Кошелев Михаил Тихонович награждён орденом Славы 1-й степени. Стал полным кавалером ордена Славы.

## Награды
- Орден Красного Знамени (17.10.1944)[5]
- Орден Славы 1-й степени (28.04.1945)[6]
- Орден Славы 2-й степени (21.06.1944)[7]
- Орден Славы 3-й степени (09.04.1944)[8]
- Медаль «За отвагу» (19.07.1943)[9]
- Медаль «За отвагу» (13.10.1943)[10]
- Медаль «За оборону Ленинграда»

## Память
- На могиле героя установлена мемориальная плита с именами героев.